# Iulius Firmicus Maternus
Iulius Firmicus Maternus var en siciliansk astrolog på 300-talet e.Kr.
Bland Firmicus Maternus skrifter märks Matheseos libri VIII, en fullständig redogörelse för astrologin. Hans verk utgavs av W. Kroll och F. Skutsch i två band 1897–1913.